# Judo aux Jeux méditerranéens de 1987
Navigation
1983 1991
Les compétitions de judo des Jeux méditerranéens de 1987 ont lieu du 11 au 27 septembre 1987 à Lattaquié.

## Médaillés
| Catégorie         | Or                        | Argent                   | Bronze                                            |
| ----------------- | ------------------------- | ------------------------ | ------------------------------------------------- |
| Moins de 60 kg    | Patrick Roux (FRA)        | Haldun Efemgil (TUR)     | Abdelhakim Harkat (ALG) Girolamo Giovinazzo (ITA) |
| Moins de 65 kg    | Meziane Dahmani (ALG)     | Yahya Alrichi (SYR)      | Francisco Lorenzo (ITA) Jean-Pierre Hansen (FRA)  |
| Moins de 71 kg    | Ezio Gamba (ITA)          | Richard Melillo (FRA)    | Joaquin Ruiz (ESP) Alpaslan Ayan (TUR)            |
| Moins de 78 kg    | Jean-Michel Berthet (FRA) | Victorino González (ESP) | Giorgio Vismara (ITA) Filip Lescak (YUG)          |
| Moins de 86 kg    | Fabien Canu (FRA)         | Walter Argentin (ITA)    | Miguel Almeida (ESP) Ivan Todorov (YUG)           |
| Moins de 95 kg    | Roger Vachon (FRA)        | Slavko Stanisic (YUG)    | Juri Fazi (ITA) Ahmed Barbach (MAR)               |
| Plus de 95 kg     | Mohamed Rashwan (EGY)     | Christian Vachon (FRA)   | Béchir Khiari (TUN) Dragan Kusmuk (YUG)           |
| Toutes catégories | Mohamed Rashwan (EGY)     | Christian Vachon (FRA)   | Stefano Venturelli (ITA) Béchir Khiari (TUN)      |

## Tableau des médailles
*  Pays organisateur 
| Rang  | Nation      | Or | Argent | Bronze | Total |
| ----- | ----------- | -- | ------ | ------ | ----- |
| 1     | France      | 4  | 3      | 1      | 8     |
| 2     | Égypte      | 2  | 0      | 0      | 2     |
| 3     | Italie      | 1  | 1      | 5      | 7     |
| 4     | Algérie     | 1  | 0      | 1      | 2     |
| 5     | Yougoslavie | 0  | 1      | 3      | 4     |
| 6     | Espagne     | 0  | 1      | 2      | 3     |
| 7     | Turquie     | 0  | 1      | 1      | 2     |
| 8     | Syrie       | 0  | 1      | 0      | 1     |
| 9     | Tunisie     | 0  | 0      | 2      | 2     |
| 10    | Maroc       | 0  | 0      | 1      | 1     |
| Total | Total       | 8  | 8      | 16     | 32    |